# 내덕중학교
내덕중학교(內德中學校)는 대한민국 경상남도 김해시 내덕동에 있는 공립 중학교이다.

## 학교 연혁
- 2006년 3월 1일 : 내덕중학교 개교
- 2006년 3월 2일 : 제1회 입학식 (5학급 141명)
- 2018년 : 경상남도교육청 지원 학교 내 무한상상실 구축
- 2021년 2월 20일 : 교실 바닥 교체 공사(23개 교실)
- 2023년 1월 6일 : 제15회 졸업식 (10학급 270명) (총 3,597명)
- 2023년 3월 1일 : 제6대 박선민 교장 부임
- 2023년 3월 2일 : 제18회 입학식 7학급 172명

## 참고 자료
- 내덕중학교 - 한국교육학술정보원 학교알리미